# Jimsaku
Jimsaku (jap. ジンサク) ist ein Duo, das von Schlagzeuger Akira Jimbo und Bassist Tetsuo Sakurai geformt wurde, nachdem sie die japanische Jazz-Fusion Band Casiopea verließen. Sie veröffentlichten 10 Alben und eine Best-Of-Zusammenstellung, bevor sie sich 1998 wieder trennten.

## Diskografie

### Studioalben
- Jimsaku (1990)
- 45°C (1991)
- Jade (1992)
- Wind Loves Us (1993)
- Navel (1994)
- Blaze of Passion (1995)
- Dispensation (1996)
- MEGA db (1997)
- Jimsaku Beyond (2021)

### Livealben
- Viva! (1992)
- 100% (1993)

### Kompilationen
- Best Selection (1995)